# Durchgangsgebühr
Durchgangsgebühr ist ein Entgelt für die Beförderung von Briefsendungen, das nach dem Weltpostvertrag im internationalen Postverkehr erhoben wird und den Zwischenverwaltungen zusteht, wenn Briefschaften zwischen zwei Vereinsländern im Durchgang durch ein oder mehrere andere Länder oder mit Schiffsverbindungen befördert werden. Um ihre Höhe zu ermitteln, finden regelmäßige Durchgangszählungen statt.

## Geschichte
Bis zur Gründung des Weltpostvereins waren meist hohe Durchgangskosten zu zahlen, die nicht selten einen Durchgangszoll gleichkamen. Da diese Kosten auf die Briefgebühren geschlagen wurden, verteuerten und hemmten sie den internationalen Postverkehr erheblich. Der Forderung der “Freiheit des Durchgangs, das heißt Verpflichtung der Vereinsländer im Durchgang durch ihr Land zu befördern und Unentgeltlichkeit des Durchgangs” wurde bereits, bis auf die Unentgeltlichkeit des Durchgangs, auf dem Postkongress in Bern 1874 erreicht. Spätere Verträge weitete die Freiheit auf andere Sendungsarten aus. Der Durchgang war also nicht unentgeltlich. Nur wenn die Beförderung und postalische Behandlung dem Durchgangsland nachweislich besondere Kosten verursacht, sollten diese auf Verlangen erstattet werden.

### Briefsendungen
Die Unentgeltlichkeit konnte, trotz vielfacher Bestrebungen, noch nicht erreicht werden. Die auf dem Postkongress in Bern 1874 vereinbarten Briefdurchgangskosten blieben hinter den bis dahin zahlbaren Sätzen weit zurück. Sie wurden auf späteren Postkongressen vielfach weiter ermäßigt. Zahlte man 1874 noch Goldfranken für Briefe und Postkarten auf eine Entfernung bis 750 km noch 2 FR. zahlte man 1947 bis zu 1.000 km noch 60 Cent., 1952 bis 300 km 0,07 Fr., bis 600 km 0,12 Fr. und bis 1.000 km 0,17 Franken.

### Pakete
Auf dem Postkongress in Paris 1878 hatte Deutschland vorgeschlagen, die Beförderung von Sendungen bis 3 kg innerhalb des Weltpostvereins durch einen besonderen von der Briefpost abgezweigten Dienst zu regeln. Der Vorschlag wurde abgelehnt, aber dem Büro des Weltpostvereins der Auftrag erteilt, eine solche Möglichkeit vorzubereiten. Zum 1. Oktober 1881 war es dann so weit, ein Postpaketabkommen konnte abgeschlossen werden, dem 19 Länder beitraten. Inzwischen hat sich der Postpaketdienst über die ganze Erde ausgebreitet. Die Postpakete sollen im Allgemeinen bis 20 kg zugelassen sein, andere Regelungen sind zulässig.